# Santamaría
Santamaría (Santa María, hiszp. Volcán Santamaría) – czynny wulkan w południowo-zachodniej Gwatemali. U podnóża wulkanu położone jest miasto Quetzaltenango.
Wulkan powstał prawdopodobnie około 30 tys. lat temu. Przez kilka tysięcy lat erupcje wulkanu były częste, ale niewielkie, później jednak zmieniły charakter. Wulkan był uśpiony przez kilkaset, być może kilka tysięcy lat, po czym dochodziło do dużego wybuchu. Jego pierwsza erupcja w czasach historycznych miała miejsce w 1902. Jej przebieg był bardzo gwałtowny – erupcja ta uznawana jest za drugą pod względem skali w XX wieku po wybuchu Pinatubo z 1991. W 1922 wypływ lawy z bocznego komina (w wyrwie powstałej podczas wybuchu w 1902) doprowadził do powstania bocznej kopuły wulkanicznej zwanej Santiaguito. Ostatnia erupcja z Santiaguito rozpoczęła się w 2006. Stałe zagrożenie w okolicach wulkanu stanowią lahary, czyli spływy osadów wulkanicznych w czasie gwałtownych opadów.

## Erupcja w 1902

Santa Maria, 3D view

Już w styczniu 1902 odczuwalne były niewielkie wstrząsy związane z przemieszczaniem się magmy. Erupcja wulkanu w październiku-listopadzie 1902 trwała 19 dni, choć największą siłę osiągnęła w pierwszych trzech dniach (24–26 października). Była to erupcja typu pliniańskiego, czyli charakteryzująca się gwałtownością eksplozji. Wybuch zniszczył południowo-zachodnią część stożka, a w jej czasie uwolnionych zostało 5,5 km³ lawy. Dymy i popioły wulkaniczne zostały wyrzucone na wysokość 28 km, a kawałki pumeksu opadały na obszarze 273 tys. km². W wyniku wybuchu zginęło bezpośrednio około 5 tys. osób.
W 1902 na obszarze Ameryki Środkowej doszło do trzech katastrofalnych wybuchów wulkanów:
- Soufrière (Saint Vincent) – 7 maja 1902 – 1680 ofiar,
- Montagne Pelée (Martynika) – 8 maja 1902 – 30 tys. ofiar,
- Santamaría – 24 października 1902 – 5 tys. ofiar.